# L'homme voilé
L'homme voilé es una película dramática francolibanesa de 1987 escrita y dirigida por Maroun Bagdadi. Protagonizada por Bernard Giraudeau, Laure Marsac y Michel Piccoli, compitió en la edición número 44 del Festival Internacional de Cine de Venecia, donde Giraudeau recibió el premio a mejor actor.

## Sinopsis
Pierre se encuentra en Beirut y se ve envuelto en medio de la guerra, por lo que decide brindar apoyo a los heridos. Aunque no desea inmiscuirse totalmente en el enfrentamiento porque está cansado de la violencia, una masacre en el barrio del este le obliga a actuar, siguiendo a dos de los perpetradores en búsqueda de venganza.

## Reparto
| Actor             | Personaje       |
| ----------------- | --------------- |
| Bernard Giraudeau | Pierre          |
| Michel Piccoli    | Kassar          |
| Laure Marsac      | Claire          |
| Michel Albertini  | Kamal           |
| Sandrine Dumas    | Julie           |
| Fouad Naim        | Tío de Kamal    |
| Sonia Ichti       | Amante de Kamal |
| Jonathan Layana   | Marouane        |
| Kamal Kassar      | Youssef         |